# Ratchet & Clank: Going Mobile
Ratchet & Clank: Going Mobile är ett spel i Ratchet & Clank-serien som är i 2D till mobiltelefoner. Spelet är det första i serien som inte givits ut till PlayStation 2, och även det första att inte givits ut av Insomniac Games. Ratchet & Clank: Going Mobile gavs ut november 2005 av Sony Pictures Mobile.

## Utmärkelser
- Best Action Game på det tredje året av Mobile Entertainment Awards.